# Amaral (cráter)
Amaral es un cráter de impacto en Mercurio.
Tiene un diámetro de 108,52 kilómetros.
Su nombre fue adoptado por la Unión Astronómica Internacional el 20 de noviembre de 2008 en honor a la pintora brasileña Tarsila do Amaral, que vivió de 1886 a 1973.